# Janusz Kondratiuk

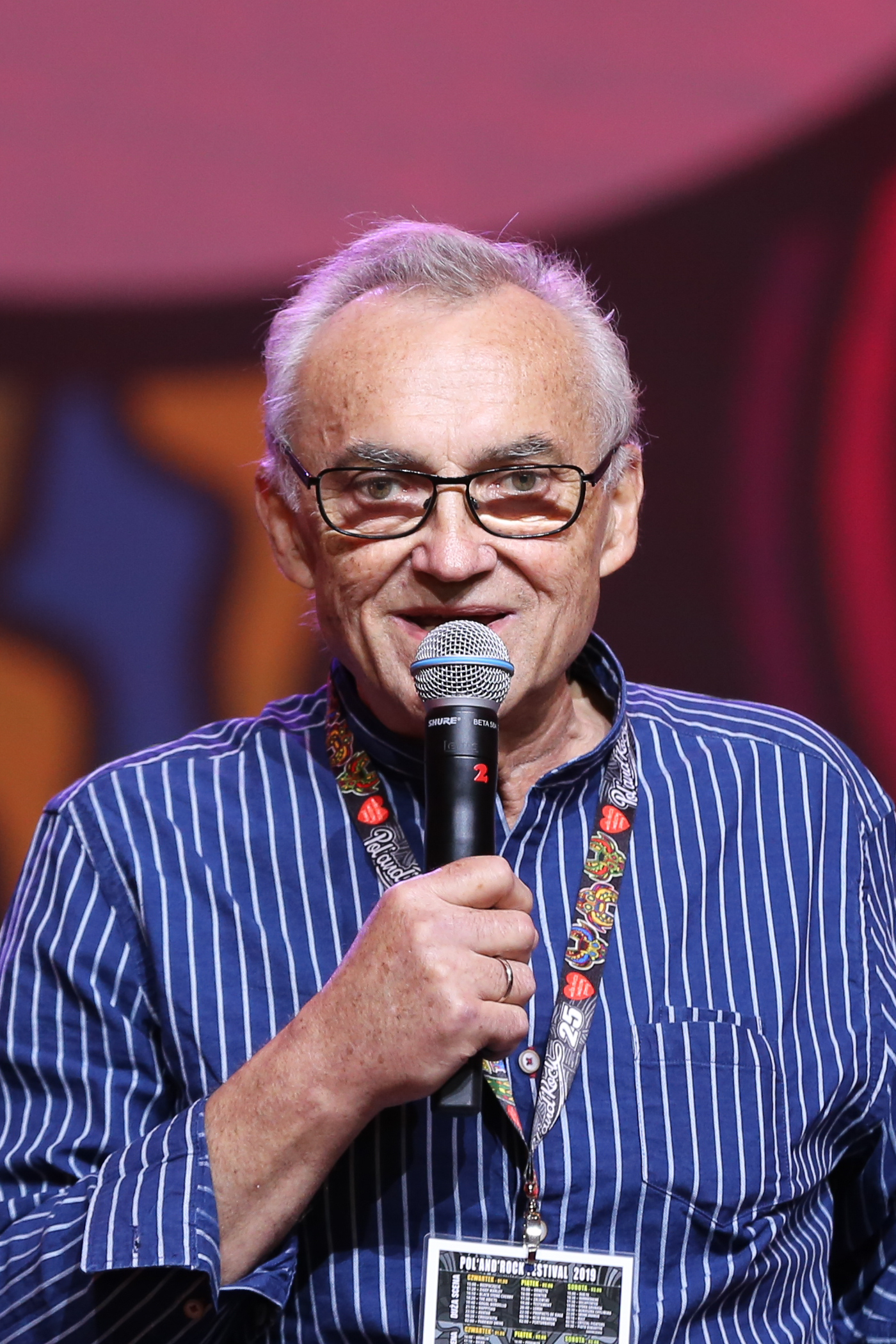
Janusz Kondratiuk auf dem Pol’and’Rock Festival (2019)

Janusz Kondratiuk (* 19. September 1943 in Ak-Bulak, Kasachische SSR, Sowjetunion; † 7. Oktober 2019 in Łoś, Gmina Prażmów, Polen) war ein polnischer Regisseur und Drehbuchautor sowie Bruder des Regisseurs Andrzej Kondratiuk. 
Die Familie Kondratiuks stammte aus Pińsk, von wo sie nach dem sowjetischen Überfall auf Polen nach Kasachstan deportiert wurde, dort wurde auch Janusz geboren. 1945 durfte die Familie Kasachstan verlassen, da aber ihre Heimatstadt Pinsk im nach dem Krieg von der Sowjetunion annektierten Ostpolen lag, wurde Łódź ihr neues Zuhause. 
1969 schloss Kondratiuk an der dortigen Filmhochschule das Regiestudium ab. 
Kondratiuk war Professor für Visuelle Mediengestaltung, Film und Video an der Kunstuniversität Linz.

## Preise und Ehrungen
- 1997 – „ZŁOTE RUNO“-Preis „Video Studio Gdańsk“
- 1993 – Regiepreis des Festivals polnischen TV-Produktionen
- 1973 – „Złoty Ekran“-Preis

## Filmographie
- (2001) Garderoba damska, Regie
- (2001) Córa Marnotrawna, als Gość na bankiecie, Darsteller
- (2000) Noc świętego Mikołaja, Drehbuch, Regie, Szenographie
- (1996) Złote runo, Regie
- (1995) Wrzeciono czasu, Darsteller
- (1991) Głos, Drehbuch, Regie
- (1988) Prywatne niebo, Regie
- (1987) Jedenaste przykazanie, Drehbuch, Regie
- (1984) Cztery pory roku jako brat Janusz, Darsteller
- (1982) Klakier, Drehbuch, Regie
- (1976) Czy jest tu panna na wydaniu?, Drehbuch, Regie
- (1975) Mała sprawa, Regie
- (1974) Głowy pełne gwiazd, Regie
- (1973) Pies, Drehbuch, Regie
- (1972) Dziewczyny do wzięcia, Drehbuch, Regie
- (1971) Niedziela Barabasza, Drehbuch, Regie
- (1969) Jak zdobyć kobietę, pieniądze i sławę, Drehbuch, Regie
- (1967) Gwiazdy w oczach, Regie
- (1966) Nie mówmy o tym więcej, Regie
- (1965) Szczęśliwy koniec, Regie
- (1965) Walkower, Darsteller
- (1964) Deszczowy spacer, Regie
- (1964) Wielki dzień, Regie